# Aglaia bullata
Aglaia bullata là một loài thực vật có hoa trong họ Meliaceae. Loài này được Pannell mô tả khoa học đầu tiên năm 2004.